# SolarGaps
SolarGaps é um painel de janela ou uma espécia de persiana criado pelo ucraniano Yevgen Erik, com painéis solares capazes de converter energia solar em elétrica.  As persianas inteligentes acompanham automaticamente o sol durante todo o dia, gerando eletricidade a partir de sua energia para alimentar seus dispositivos domésticos. A startup ucraniana afirma que a energia convertida pode reduzir os custos de eletricidade em 70 por cento. O painel pode ser controlado por um aplicativo.